# Don Torcuato
Don Torcuato est une ville située dans le partido de Tigre, dans l'agglomération du Grand Buenos Aires en Argentine.
Sa population était de 64 867 habitants en 2001.
Elle a été nommée d'après Marcelo Torcuato de Alvear, président de l'Argentine entre 1922 et 1928, qui avait son ranch et sa résidence à cet endroit. De nombreuses rues sont nommées d'après des membres de sa famille et de son équipe gouvernementale.
Don Torcuato est connu en particulier pour son club de rugby Hindú Club.